# Мартиненко Олександр Євгенович
Олекса́ндр Євге́нович Мартиненко (30 квітня 1985, Маріуполь, Донецька область, Українська РСР, СРСР — 7 лютого 2015, Дебальцеве, Україна) — український волейболіст, що виступав на позиції зв'язуючого, військовий, командир гранатометного відділення 2 роти механізованого батальйону 128-ї гірсько-піхотної бригади (Мукачеве). Кандидат у майстри спорту з волейболу. Висота атаки/блоку: 335/325.

## Біографія
У 2006 році закінчив загальноосвітню школу № 31. З 6-го класу почав професійно займатися волейболом у ПК «Маркохім». З часом переїхав до Харкова, де закінчив Харківське обласне вище училище фізичної культури та спорту. У 2013 році закінчив Харківську державну академію фізичної культури та спорту, а у 2014 році ще і Національний юридичний університет імені Ярослава Мудрого. На базі останнього закінчив військову кафедру, де отримав звання — молодший лейтенант запасу.
Протягом майже 10 років захищав честь Харкова та НЮУ ім. Я.Мудрого, виступаючи на професійному рівні за ВК «Юридична академія». За свою спортивну кар'єру неодноразово був переможцем та призером змагань серед професійних команд майстрів.
Після початку Російсько-української війни покинув спортивну і юридичну кар'єри. У серпні 2014 року добровільно вступив до лав Збройних сил України і вже на початку вересня поїхав на лінію фронту. Воював у складі 128-ї гірсько-піхотної бригади. Відмовившись від підвищення та перепідготовки, до останнього залишався на лінії фронту. Брав участь у боях під Щастям, Дебальцевим, Нікішиним та Малоорлівкою. Загинув 7 лютого 2015 року близько 16:00 у районі Дебальцевого поблизу села Новоорлівка (Шахтарський район Донецька область). За 4 метри від бійця розірвалася міна. Похований у рідному Маріуполі.

## Нагороди
- Орден «За мужність» III ступеня, посмертно (23 травня 2015) — за особисту мужність і високий професіоналізм, виявлені у захисті державного суверенітету та територіальної цілісності України, вірність військовій присязі[6]

## Вшанування пам'яті
Рішенням міської ради Маріуполя від 30.06.2015 року № 6/49-5415 за захист суверенітету України та її територіальної цілісності Олександру Мартиненку посмертно присвоєне звання «Почесний громадянин міста Маріуполь».
12—14 лютого 2016 року у Харкові відбулися заходи, присвячені пам'яті Олександра Мартиненка. 13 лютого відбулося відкриття першого Всеукраїнського турніру пам'яті Олександра Мартиненка, а також урочисто був відкритий пам'ятний стенд на його честь. Після закінченні ігрової частини турніру відбулося його урочисте закриття та нагородження учасників і призерів змагань.
В місті Маріуполь іменем Олександра Мартиненка названа вулиця в Кальміуському районі.